# Astraptes gilberti
Astraptes gilberti is een vlinder uit de familie van de dikkopjes (Hesperiidae). De wetenschappelijke naam van de soort is voor het eerst geldig gepubliceerd in 1969 door Freeman. Deze naam wordt wel als een synoniem van Astraptes alector subsp. hopfferi (Plötz, 1881) beschouwd.